# دورق شلينك

دورق شلينك أو أنبوب شلنك هي كناية عن سفينة رد فعل تستخدم عادة في الهواء الحساسة والكيمياء، والتي اخترعها شلنك ويلهلم . لديها ذراع الجانب مزودة PTFE أو الزجاج الأرض محبس الذي يسمح بإخلاء السفينة أو مليئة الغازات (عادة ما تكون الغازات الخاملة مثل النيتروجين أو الأرجون ). وترتبط في كثير من الأحيان هذه القوارير على خطوط شلنك والتي تسمح الذي ينبغي القيام به على حد سواء العمليات بسهولة.
شلنك قوارير وأنابيب شلنك، مثل معظم الأواني الزجاجية المختبرات ، مصنوعة من زجاج البورسليكات مثل بيركس .
والقاع جولة قوارير شلنك، في حين أن ممدود أنابيب شلنك. ويمكن شراؤها من خارج الجرف من الموردين مختبر، أو مصنوعة من القوارير أسفل جولة أو الأنابيب الزجاجية من قبل المهرة نافخي الزجاج .

## إخلاء قارورة SCHLING
وهناك طريقة مشتركة لتبادل الغلاف الجوي للقارورة هو مسح قارورة خارج بغاز خامل. ويمكن إدخال الغاز من خلال الذراع الجانب من قارورة، أو عن طريق إبرة تتحمل واسعة (تعلق على خط الغاز). محتويات القارورة خروج من قارورة من خلال جزء من عنق القارورة. طريقة إبرة لديه ميزة التي يمكن وضعها على إبرة في الجزء السفلي من القارورة لطرد أفضل خارج الغلاف الجوي للقارورة. يمكن فلاشينغ قارورة خارج بغاز خامل تكون غير فعالة للقوارير كبيرة وغير عملي لجهاز معقد. [ 1 ]
وسيلة بديلة لتبادل جو من دورق شلنك هو استخدام واحد أو أكثر «بطالة، الملء» دورات، وذلك باستخدام عادة متعددة فراغ الغاز ، التي تعرف أيضا باسم خط شلنك . وهذا ينطوي على ضخ الهواء من القارورة واستبدال الفراغ الناتج بغاز خامل. على سبيل المثال، إخلاء القارورة إلى 1 ملم ومن ثم تجديد الغلاف الجوي بغاز خامل 760 ملم يترك 0.13٪ من الغلاف الجوي الأصلي ( 1 / 760 × 100٪). اثنان مثل بطالة-عبوة دورات يترك 0.000173٪ (أي 1 / 760 2 × 100٪). معظم خطوط شلنك بسهولة وسرعة التوصل إلى فراغ من 1 ملم زئبق.